# パトリック・スッフォ
パトリック・スッフォ（Patrick Hervé Suffo-Kengné、1978年1月17日 - ）は、カメルーンの元サッカー選手。元カメルーン代表。ポジションはフォワード。

## 来歴
1995年1月8日、16歳でカメルーン代表デビュー。2000年に、U-23代表としてシドニーオリンピックに出場、カメルーンとして初優勝した。2002年には、アフリカネイションズカップで優勝、FIFAワールドカップにも出場した。2003年までに33試合に出場、4得点をあげた。

## 代表歴

### 出場大会
- カメルーン代表
  - 2002 FIFAワールドカップ

### 試合数
- 国際Aマッチ 33試合 4得点（1995年-2003年）[1]

| カメルーン代表 | 国際Aマッチ | 国際Aマッチ |
| 年             | 出場        | 得点        |
| -------------- | ----------- | ----------- |
| 1995           | 2           | 0           |
| 1996           | 0           | 0           |
| 1997           | 6           | 1           |
| 1998           | 6           | 0           |
| 1999           | 4           | 1           |
| 2000           | 0           | 0           |
| 2001           | 4           | 0           |
| 2002           | 10          | 2           |
| 2003           | 1           | 0           |
| 通算           | 33          | 4           |